# میرزا ابوالقاسم ملاباشی
میرزا ابوالقاسم ملاباشی ملقب به افصح المتکلمین (قرن ۱۴ قمری) از اهالی رانکوه شهرستان املش، از روحانیان نواندیش و از پیشگامان جنبش مشروطیت در منطقه گیلان بود. وی نخستین نشریه گیلان را در سال ۱۳۲۴ هجری با عنوان «خیرالکلام» در آن دوران منتشر کرد و تحولی در عرصه اطلاع‌رسانی گیلان و شمال ایران به وجود آورد.
شهرت او به افصح المتکلمین به واسطه سخنرانی‌های آتشین در منابر و لحن تند و ضد استثماری و ضد خودکامگی دوران خود بود. 
«ساحل نجات» و «راه خیال» دو روزنامه دیگری بود که وی در دوران مشروطیت مدیریت آن‌ها را به عهده داشت.

## علی عمو
میرزا ابوالقاسم ملاباشی (افصح المتکلمین)، در رشت نشریه‌ای به نام خیرالکلام منتشر می‌کرد که در آن داستان‌هایی با نام «علی عمو» نوشته می‌شد. برخی علی عمو را خود افصح المتکلمین دانسته‌اند، اما برخی دیگر در این مورد تشکیک کرده‌اند. علی عمو در سال ۱۲۸۸ و ۱۲۸۹، مجموعاً ۴۷ داستان کوتاه در خیرالکلام منتشر کرده و از آنجا که وی ۱۲ سال پیش از انتشار یکی بود، یکی نبود اثر محمدعلی جمال زاده به انتشار داستان کوتاه دست زده، از وی به عنوان آغازگر داستان کوتاه در ایران یاد می‌شود.